# 天竺温泉の郷
天竺温泉の郷（てんじくおんせんのさと）は、富山県南砺市利賀村上百瀬482にある温泉、および温泉宿である。『天空の秘湯の宿』『逗留の宿』という別称も持つ。

## 温泉概要
金剛堂山山麓の地下1,100mの深さから湧き出る泉温33.3℃（2002年時点）→27.5℃（2024年時点）、pH9.6、溶存物質262.2mg/kgのアルカリ性単純温泉で、神経痛、疲労回復、筋肉痛、関節痛、五十肩、冷え性に効能があり、美肌効果が高い。湧出量は動力揚水にて毎分35.0リットル。
天竺温泉の郷の建築物（天竺の館・天竺の湯）は、第32回（平成13年度）富山県建築賞一般の部にて入選を果たしている。
運営は一般財団法人利賀ふるさと財団に委託されていた。しかし、利賀ふるさと財団はコロナ禍による経営難などから2023年3月末で撤退することになった。南砺市では新たな指定管理者が見つかるまで天竺温泉の郷を休館とする方針である。同年4月1日から休館となったが、その後、同年7月からtail-west（テールウエスト）が指定管理者になったことに伴い、同年8月4日に営業を再開したものの、レストランは土日曜のみ且つそばメニューに限定して営業することになった。2024年1月1日発生の能登半島地震の影響で大浴場が浴槽にひびが入ったことで使用の休止を余儀無くされ、大規模な修理が必要であることから、南砺市はテールウエストの指定管理の取り消しと、同年4月から当面の間休館することになった。2025年から2028年2月末までは利賀ダムの関連工事を行う共同企業体に貸し付けられ、宿泊や事務所として活用される。

## 温泉街
1軒宿の『天竺温泉の郷』のみが存在する。2000年（平成12年）9月1日に利賀村営の温泉宿泊施設として竣工した。2002年（平成14年）3月23日には、画家・泉椿魚の作品を展示する『山のてっぺん美術館』が1軒宿の中に開館した（後に客室増設に伴い閉館）。
宿には岩風呂と檜風呂の2種類があり、大浴場は一日ごとに男湯と女湯が入れ替わる。